# Thénac (Charente-Maritime)
Thénac é uma comuna francesa na região administrativa da Nova Aquitânia, no departamento de Charente-Maritime. Estende-se por uma área de 19,17 km². Em 2010 a comuna tinha 1 943 habitantes (densidade: 101,4 hab./km²).